# 塔馬哈

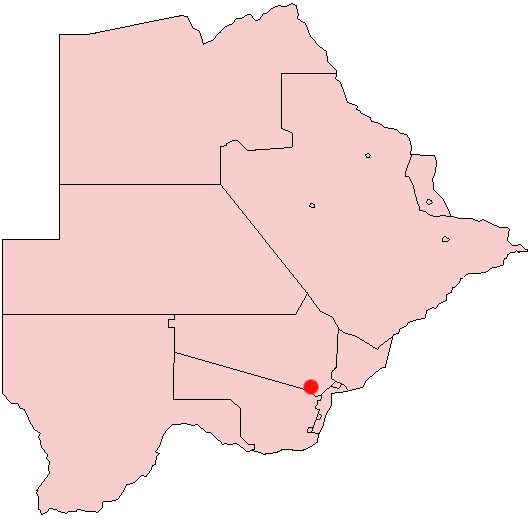

塔馬哈是博茨瓦納東南部的城鎮，由奎嫩區負責管轄，位於首都哈博羅內以西約40公里，以陶瓷工藝聞名，1981年人口6,520，2001年人口增加至18,117。
24°43′S 25°32′E / 24.717°S 25.533°E